# 姫路市立高浜小学校
姫路市立高浜小学校（ひめじしりつ たかはましょうがっこう）は、兵庫県姫路市飾磨区阿成鹿古に所在する公立小学校。
令和元年5月1日現在の児童数は1021人。中播磨県民センター管内では最多の児童数を有する小学校である。

## 通学区域
- 飾磨区上野田一丁目、飾磨区上野田二丁目、飾磨区上野田三丁目、飾磨区上野田四丁目、飾磨区上野田五丁目、飾磨区上野田六丁目、飾磨区堀川町、飾磨区中野田一丁目、飾磨区中野田二丁目、飾磨区中野田三丁目、飾磨区中野田四丁目、飾磨区下野田一丁目、飾磨区下野田二丁目、飾磨区下野田三丁目、飾磨区下野田四丁目、飾磨区三宅一丁目、飾磨区三宅二丁目、飾磨区三宅三丁目、飾磨区阿成、飾磨区阿成植木、飾磨区阿成鹿古、飾磨区阿成渡場、飾磨区阿成中垣内、飾磨区阿成下垣内、飾磨区三和町、飾磨区野田町、三条町二丁目[2]

※卒業後は基本的に姫路市立飾磨東中学校に進学する。

## 通学区域が隣接している学校
- 姫路市立飾磨小学校
- 姫路市立手柄小学校
- 姫路市立城陽小学校
- 姫路市立糸引小学校
- 姫路市立妻鹿小学校